# Hydropsyche kocaki
Hydropsyche kocaki là một loài Trichoptera trong họ Hydropsychidae. Chúng phân bố ở miền Cổ bắc.